# Río Jesús María
El río Jesús María es un río de Costa Rica de la vertiente del océano Pacífico. Desciende de la vertiente occidental de los montes del Aguacate, en varios brazos, recibe las aguas de los ríos Paires y Surubres de la misma procedencia y desemboca en el pacífico en la ensenada de Tivives.
Sobre el río Jesús María se construyó a mediados del decenio de 1840 un célebre puente de piedra, que aún está en pie y se conoce como Puente de las Damas, debido a que su construcción fue financiada con el aporte de señoras y señoritas de las principales poblaciones de Costa Rica, como parte del esfuerzo nacional por construir una carretera entre San José y Puntarenas para la exportación de café. 
- Datos: Q6115285
- Multimedia: Río Jesús María / Q6115285